# Sbagliata ascendente leone
Sbagliata ascendente leone è un singolo promozionale della cantante italiana Emma, pubblicato il 29 novembre 2022. Il brano funge da colonna sonora dell'omonimo film documentario sulla vita della cantante per Prime Video.

## Descrizione
Il brano è scritto dalla stessa cantante assieme ad Alessandro La Cava e Francesco “Katoo” Catitti, quest'ultimo anche produttore della canzone.

## Traccia
Testi e musiche di Emmanuela Marrone, Alessandro La Cava e Francesco "Katoo" Catitti.
1. Sbagliata ascendente leone – 3:26